# Hnutí prince Philipa

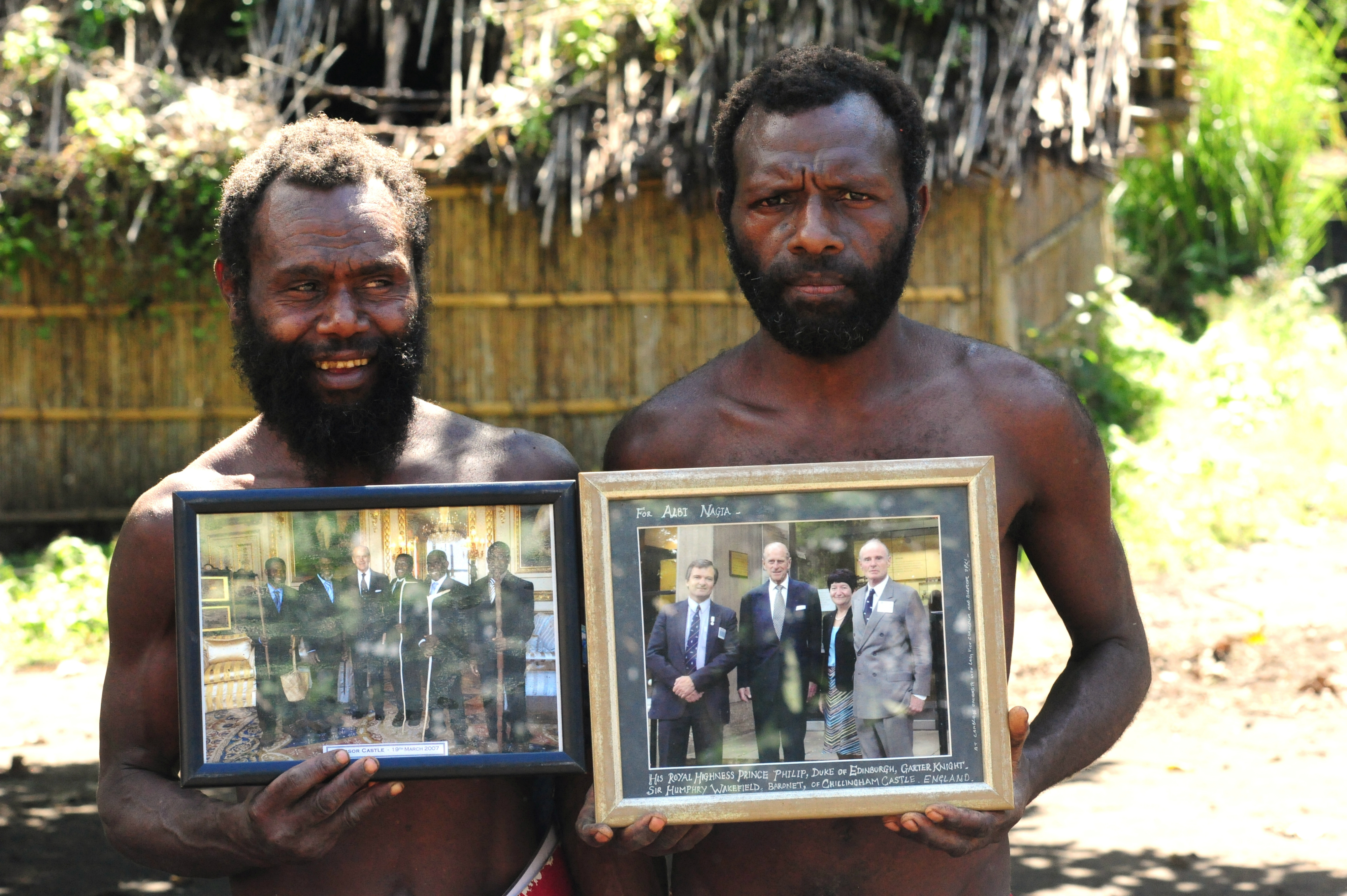
Domorodci na fotografii drží fotografii domorodců při audienci u prince Philipa, vévody z Edinburghu, v roce 2007

Hnutí prince Philipa je cargo kult, který uctívá prince Philipa jako boha. Domorodci z vesnice Younanen na ostrově Tanna, který patří k souostroví Vanuatu věří, že Philip je synem horského boha, který se jednou na ostrov vrátí a osvobodí kmen od chudoby a nemocí. Vesničané se k Philipovi modlí každý den a přitom ho žádají, aby požehnal sklizni banánů a sladkých brambor, které jsou pro chudou komunitu důležité. Podle místní legendy syn horského boha, který měl bledou kůži, riskoval cestu přes moře, když hledal bohatou a mocnou ženu, kterou by učinil svou nevěstou.
Antropologové se domnívají, že Philip, který si bohatou a mocnou ženu skutečně vzal, byl do legendy naroubován v 60. letech 20. století, kdy souostroví bylo anglicko-francouzskou kolonií známou pod názvem Nové Hebridy. Domorodci v té době mohli vidět portréty Philipa a královny Alžběty ve vládních kancelářích a policejních stanicích řízených koloniální správou. Víra, že Philip byl skutečně synem místního boha, se obnovila v roce 1974, kdy spolu s královnou souostroví navštívili.